# 키무라 료헤이
키무라 료헤이(일본어: 木村 良平, 1984년 7월 30일 ~ )는 일본의 성우, 배우다.
1984년 7월 30일생.
극단 히마와리 소속.
대표작으로는 《동쪽의 에덴》, 《신의 인형》, 《돌아가는 펭귄드럼》, <나는 친구가 적다> 등이 있다.

## 이력
- 2012년 제 6회 성우어워드에서 남우 조연상을 수상했다.

## 출연작
※굵은 글씨는 주인공 또는 주요인물

### TV 애니메이션
1999년
- 메다 로트 (버몬트)

2002년
- 만월을 찾아서 (사쿠라이 에이치)

2005년
- 슈가슈가룬 (우)
- 플레이 볼 (마츠시타)

2007년
- 크게 휘두르며 (니시히로 신타로)
- 결계사 (카게미야 센)

2008년
- 사후 편지 (센카와 다이키)
- 나츠메 우인장 (니시무라 사토루)
- 네오 안젤리크 Abyss (로슈)
  - 네오 안젤리크 Abyss-Second Age-(로슈)

2009년
- 속 나츠메 우인장 (니시무라 사토루)
- 동쪽의 에덴 (타키자와 아키라)

2010년
- Angel Beats! (히나타 히데키)
- 크게 휘두르며 ~여름대회 편~ (니시히로 신타로)
- STAR DRIVER 빛의 타쿠토 (료우 긴타 / 카멜 스타)
- HEROMAN (사이먼 "사이" 카이나)
- 유☆희☆왕 5D 's (브레이브)

2011년
- UN-GO (미하라 야스타로)
- 신의 인형 (쿠가 아키)
- 너와 나. (아사바 유키)
- 쿠킹 아이돌 아이! 마이! 마인! (스왈로우)
- GOSICK -고식- (알)
- C (카쿠)
- 나츠메 우인장 삼 (니시무라 사토루)
- 꽃이 피는 첫걸음 (히와타리 요스케)
- 나는 친구가 적다 (하세가와 코다카)
- 돌아가는 펭귄드럼 (타카쿠라 쇼마, 펭귄 2호)

2012년
- 오다 노부나의 야망 (아사쿠라 요시카게)
- 오늘부터 신령님 (우라시마 코타로)
- 너와 나. 2 (아사바 유키)
- 쿠로코의 농구 (키세 료타)
- 언덕길의 아폴론 (니시미 카오루)
- 산카레아 (후루야 치히로)
- 나츠메 우인장 사 (니시무라 사토루, 험담하는 요괴)
- 포켓몬스터BW (데비)
- 마기 (쥬다르)
- ROBOTICS;NOTES (야시오 카이토)

2013년
- RDG 레드 데이터 걸 (소우다 마스미)
- 나는 친구가 적다 NEXT (하세가와 코다카)
- 도쿄 레이븐즈 (아토 토우지)
- 마기 The kingdom of Magic (쥬다르)
- 메가네부! (키마타 하야토)
- 블러드 래드 (블래드 D 브라츠)
- 신이 없는 일요일 (사자 가면 소년)
- 아라타칸가타리 ~혁신 이야기~ (카도와키 마사토)
- 은수저 Silver Spoon (하치켄 유고)
- 쥬얼 펫 해피니스 (아사노 선배)
- 혁명기 발브레이브 (엘엘프 카를슈타인)
  - 혁명기 발브레이브
  - 혁명기 발브레이브 2nd 시즌

2014년
- 나츠메 우인장 -언젠가 올 눈의 날에- (니시무라 사토루)
- 부르잖아요. 아자젤씨 가제편 (오사나이 오사무)[2]
- 은수저 2기 Silver Spoon (하치켄 유고)
- 버디 컴플렉스 (츄세 프란보와)
- 마법과고교의 열등생 (핫토리 교부쇼죠 한조)
- 월간 소녀 노자키 군 (와카마츠 히로타카)
- 흑집사 (찰스 그레이)

2015년
- 경계의 린네 (쥬몬지 츠바사)
- 하이큐!! 세컨드 시즌 (보쿠토 코타로)

2016년
- 하이큐!! 카라스노 고교 VS 시라토리자와 학원 고교 (보쿠토 코타로)
- 프린스 오브 스트라이드 얼터너티브 (야가미 리쿠)
- 츠키우타 THE ANIMATION (시모츠키 슌)

2019년
- 악마에 입문했습니다! 이루마 군 (아스모데우스 아리스)

### OVA
2011년
- 이 남자 우주인과 싸울수 있습니다 (카카시)
- 나는 친구가 적다[3] (하세가와 코다카)

2012년
- 새로운 세계 (키리시마)
- 쿠로코의 농구 DVD FAN DISC ~ 끝나지 않는 여름 ~ (키세 료타)
- 유성 렌즈[4] (유다이)
- 나는 친구가 적다 (하세가와 코다카)

2013년
- 오늘부터 신령님[5] (우라시마 코타로)
- 쿠로코의 농구 "Tip off"[6] (키세 료타)
- 쿠로코의 농구 "바보라 이길수 없는거야"[7](키세 료타)
- 최유기 외전 특별편 향화의 장 (리쿠오)
- 나츠메 우인장[8] (니시무라 사토루)

### 극장판 애니메이션
2009년
- 센코롤 (슈우)
- 동쪽의 에덴 총집편 Air Communication (타키자와 아키라)
- 동쪽의 에덴 극장판 I The King of Eden (타키자와 아키라)

2010년
- 창궁의 파프너 HEAVEN AND EARTH (쿠르스 미사오)
- 동쪽의 에덴 극장판 II Paradise Lost (타키자와 아키라)

2011년
- 강철의 연금술사 미로스의 성스러운 별 (소년 애슐리)

2012년
- 표적이 된 학원 (카미노 유우)
- 극장판 이나즈마 일레븐 GO vs 골판지 전기 W (아스타)

2013년
- AURA ~ 마류인 코우가 최후의 싸움 ~ (타카하시 유우타)

2017년
- 흑집사: 북 오브 더 아틀란틱 (찰스 그레이)
- 극장판 쿠로코의 농구 라스트 게임

### 웹 애니메이션
2012년
- 포켓 몬스터 블랙 2 화이트 2 소개 SP 동영상 (체렌)

### 게임
2005년
- NANA (오카자키 신이치)

2007년
- 크게 휘두르며 진짜 에이스가 될 수 있을지도 (니시히로 신타로)
- 멋진 이 세상 (키류 요시야)

2008년
- 네오 안젤리크 Special (로슈)

2010년
- 더 서드 버스데이 (블랭크)
- STORM LOVER (소마 타카시)
- uni. (스도우 카즈키)
- 연애번장 ~인생은 짧으니 소녀여 사랑하라!~ Love is Power!! (데이터 번장)

2011년
- 학원특구 호토켄서 (도우지마 미츠키 / 호토켄 그린)
- STORM LOVER 여름 사랑! (소마 타카시)
- 유☆희☆왕 파이브 디즈 태그 포스6 (브레이브)

2012년
- UNDER NIGHT IN-BIRTH (하이드)
- LGS ~신설 봉신연의~ (희발)
- Custom Drive (칸나기 시온)
- 킹덤 하츠 3D [드림 드롭 디스턴스] (요슈아)
- 쿠로코의 농구 기적의 경기 (키세 료타)
- STORM LOVER 카이! (소마 타카시)
- 판타지 스타 온라인 2 (제노)
- 나는 친구가 적다 (하세가와 코다카)
- 연애 번장 2 MidnightLesson! (데이터 번장)
- ROBOTICS;NOTES (야시오 카이토)

2013년
- 영국탐정 미스테리아 (왓슨 Jr. <윌리엄 왓슨>)
- STORM LOVER 2nd (소마 타카시)
- SNOW BOUND LAND (카이)
- 코이바나 데이즈 (타카오카 키쿠노스케)
- 컨셉션 II 칠성의 인도와 마즐의 악몽 (쿠로츠구)
- The Wonderful 101 (원더 레드)
- 슈퍼 로봇 대전 UX (쿠르스 미사오,사이먼 카이나)
- 세븐스 드래곤 2020-II[9]
- Double Score (모리 켄고)
- DIABOLIK LOVERS MORE BLOOD (무카미 코우)
- 하츠 카레☆연애 데뷔 선언! (키리시마 아오토)
- 마기 시작의 던전 (쥬다르)

2014년
- 자! 출진 연전. 제 2막 ~에치고편~ (나오에 카네츠쿠)
- 쿠로코의 농구 승리의 궤적 (키세 료타)
- BLACK CODE 블랙 코드 (아델 = 프라멜)
- -8 (니지오카 리온)
- RE:VICE[D] (이로하)
- 마기 새로운 세계 (쥬다르)
- 마기 Dungeon & Magic (쥬다르)
- 로미오 VS 줄리엣 (파리스=베로나)

시기 미정
- 프린스 오브 스트라이드 (야가미 료쿠)
- 테일즈 오브 제스티리아 (스레이)
- 기동전사 건담 외전 미싱링크 (리베리오 린케)

### 극장판 애니메이션
- 동쪽의 에덴 극장판 (타키자와 아키라)
- 센코롤 (슈우)

### 드라마 CD
- 본좌 티처 (칸가와 코헤이)
- 디어♥보컬리스트(일본어판) (에이대쉬)